# Andrew Mellon
Andrew William Mellon (Pittsburgh, 24 marzo 1855 – Southampton, 26 agosto 1937) è stato un imprenditore, banchiere e politico statunitense, fu uno dei massimi esponenti del capitalismo statunitense.

## Biografia
Fondatore insieme al padre Thomas e al fratello Richard della T. Mellon & Sons, una delle più importanti banche a cavallo tra il XIX e il XX secolo (in seguito diventata Mellon Financial e dal 2007 rinominata The Bank of New York Mellon). Negli anni venti la sua ricchezza era tale da essere considerato il terzo uomo più ricco degli Stati Uniti dopo John Davison Rockefeller e Henry Ford.
Alla carriera finanziaria affiancò anche quella politica diventando un esponente di primo piano del Partito Repubblicano. Nel 1921 fu nominato Segretario al Tesoro degli Stati Uniti dal nuovo presidente Warren Gamaliel Harding, restando in servizio per dieci anni e undici mesi, la terza più lunga permanenza di un Segretario del Tesoro (in seguito fu anche ambasciatore degli USA nel Regno Unito).
In vita fu anche un filantropo e per questo, diversi enti, istituzioni e monumenti portano il suo nome, tra cui il Mellon Institute of Industrial Research, la Carnegie Mellon University e la Andrew W. Mellon Foundation.
Il 29 dicembre 1928 venne fatto massone a vista dal Gran maestro della Gran Loggia della Pennsylvania. In seguito si affiliò alla loggia Fellowship  n. 679 di Pittsburgh e nel 1931 ricevette i gradi dell'Arco reale.
Muore nel 1937 e viene sepolto presso il Cimitero parrocchiale della Trinità Episcopale di Upperville, Virginia.

### Il proibizionismo della cannabis
Nel 1931 nomina alla direzione del neonato Ufficio Narcotici il suo genero Harry Anslinger, già agente federale durante il proibizionismo degli alcolici, e che divenne uno dei principali promotori del proibizionismo della cannabis.